# Nembro
Nembro ist eine italienische Gemeinde (comune) mit 11.209 Einwohnern (Stand 31. Dezember 2023) in der Provinz Bergamo, Region Lombardei, Statistikbereich Nordwest.

## Geographie
Nembro liegt zehn km nordöstlich der Provinzhauptstadt Bergamo und 60 km nordöstlich der Metropole Mailand am Fluss Serio. Zum Gemeindegebiet gehören auch die Fraktionen Gavarno, Gavarno Sant’Antonio, Lonno, Salmezza, San Faustino, San Nicola, Trevasco und Viana.
Die Nachbargemeinden sind Albino, Algua, Alzano Lombardo, Pradalunga, Scanzorosciate, Selvino, Villa di Serio und Zogno.

## Sehenswürdigkeiten
- Die Pfarrkirche San Martino, die im 9. Jahrhundert gebaut und im 18. Jahrhundert restauriert wurde.
- Die Kirche San Nicola da Tolentino aus dem Jahr 1512.
- Die Kapelle von Zuccarello, gebaut neben einer Burg, stammt aus dem 15. Jahrhundert. Sie enthält Fresken aus dem 15. bis 17. Jahrhundert.
- Die romanische Brücke über den Fluss Serio aus dem Jahr 1591.
- Das Bonomi-Haus, im 15. und 18. Jahrhundert gebaut.
- Das „Canaletta“-Jagdhaus, im 18. Jahrhundert gebaut.

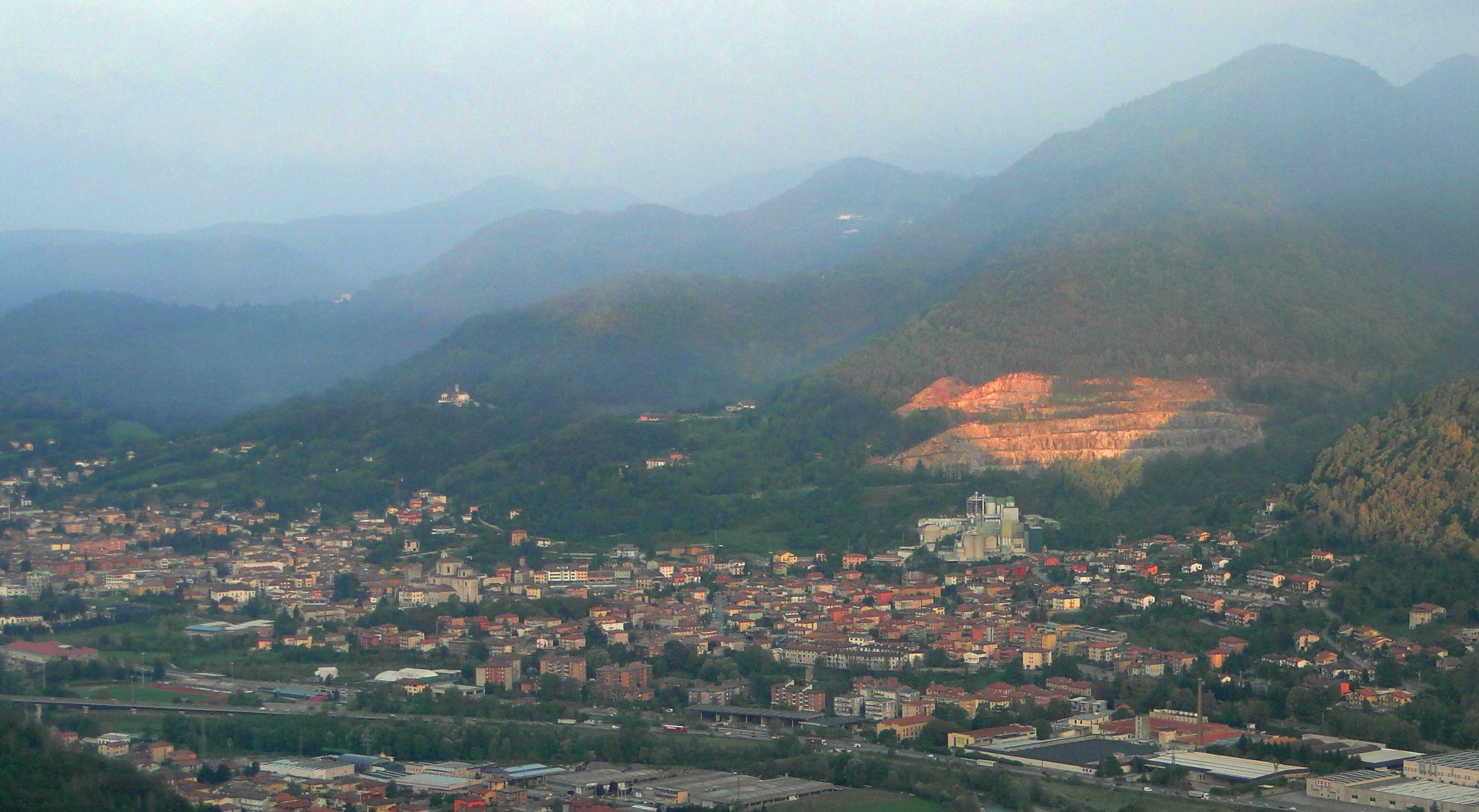
Nembro
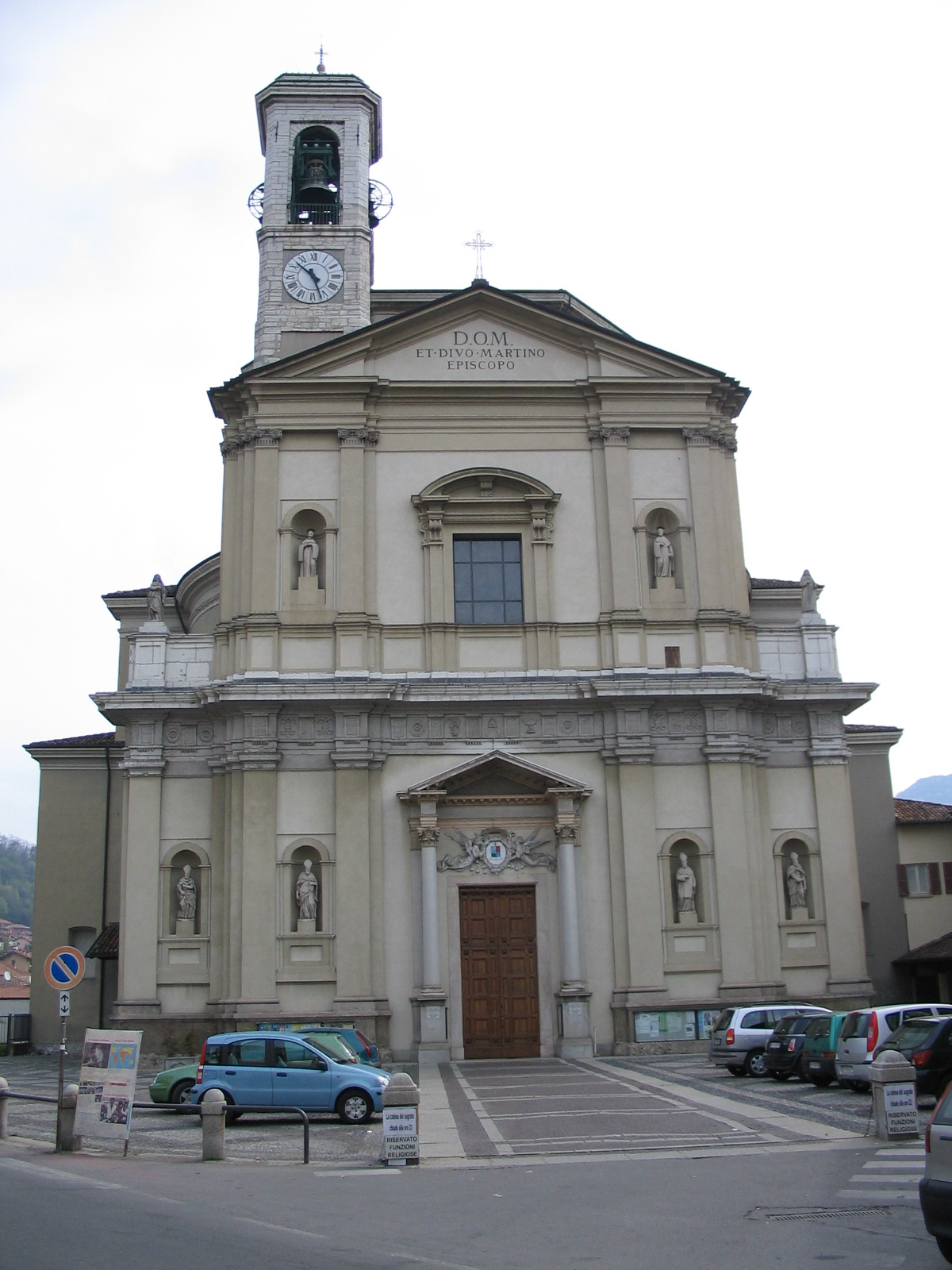
Pfarrkirche San Martino
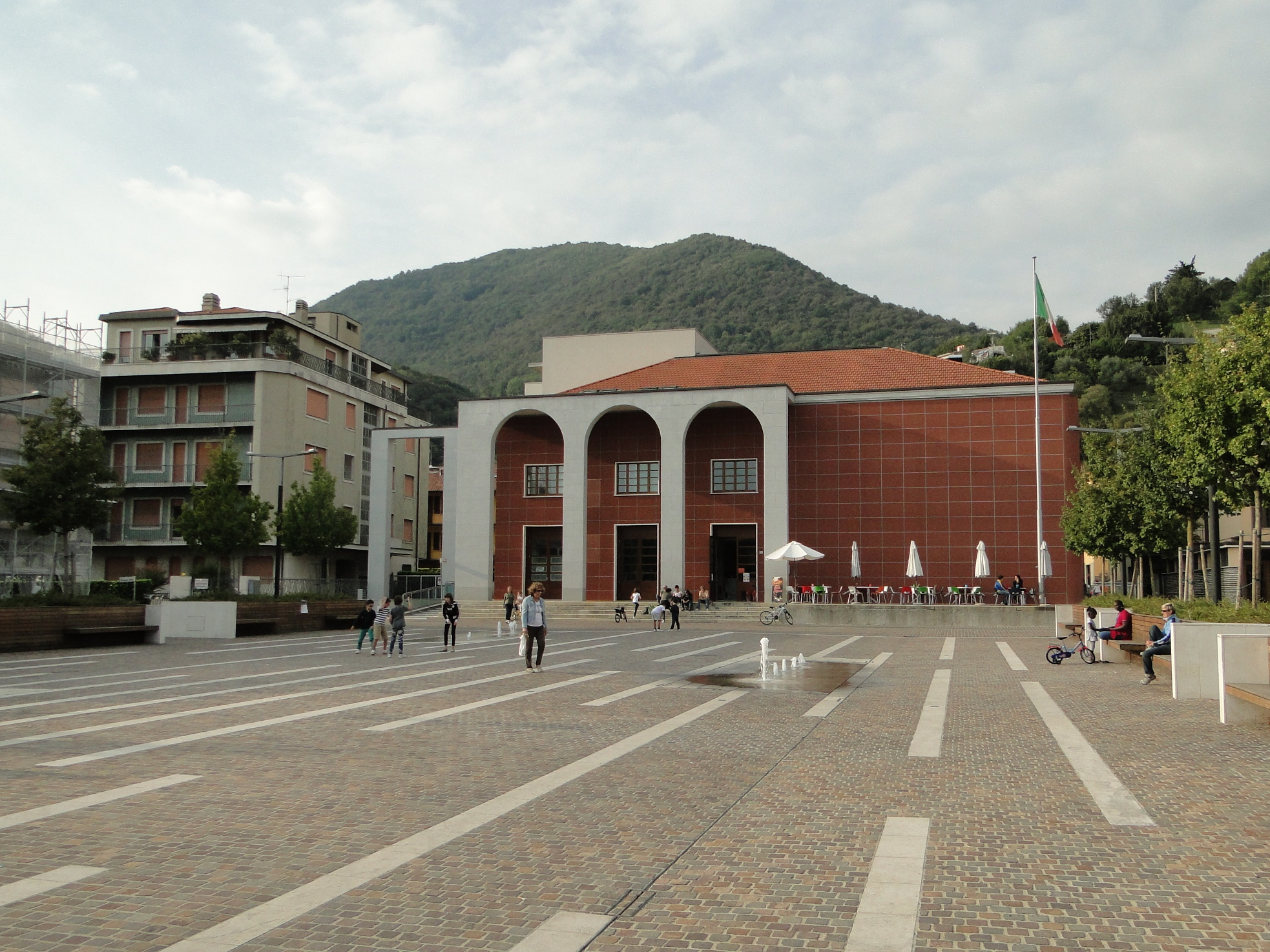
Piazza Libertà
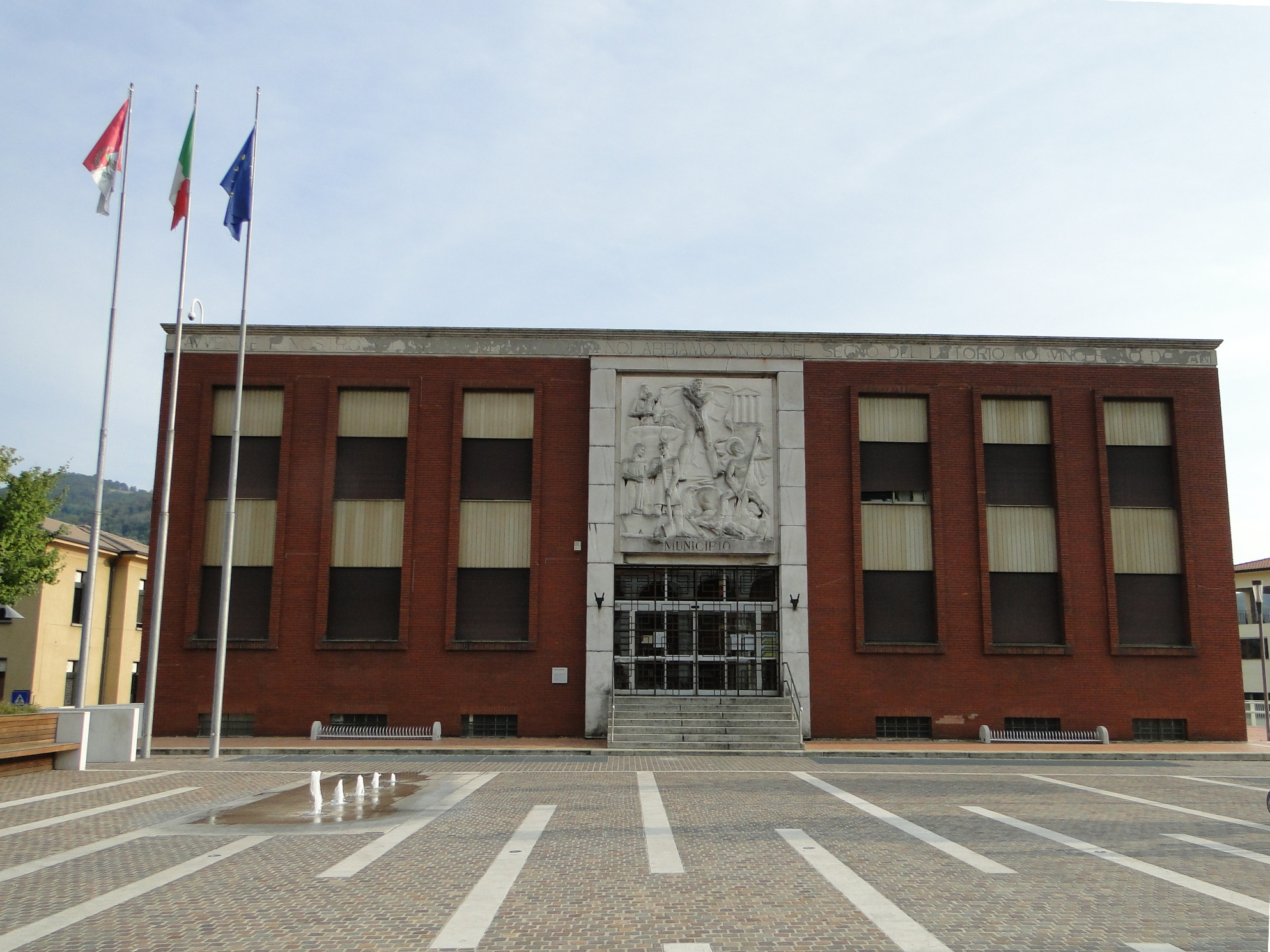
Rathaus
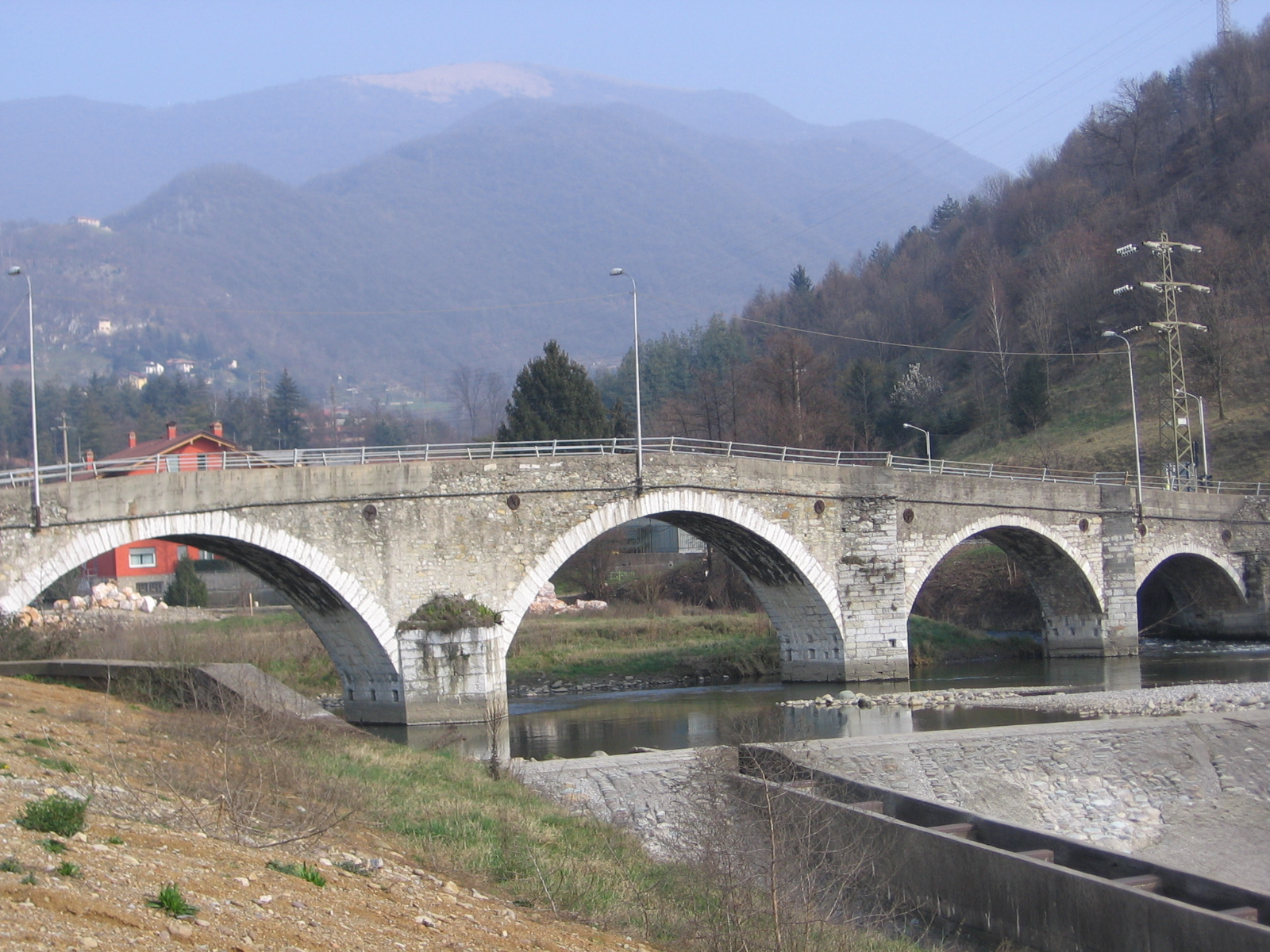
Romanische Brücke über den Serio

## Persönlichkeiten
- Enea Salmeggia (um 1565–1626), Maler der Manierismus
- Antonio Piatti (1801–1878), Violinist